# Oblężenie Pskowa przez króla polskiego Stefana Batorego w 1581 roku
Oblężenie Pskowa przez króla polskiego Stefana Batorego w 1581 roku (ros. Осада Пскова польским королем Стефаном Баторием в 1581 году) – nieukończony obraz olejny malowany przez rosyjskiego malarza Karła Briułłowa w latach 1839–1843, znajdujący się w zbiorach Galerii Tretiakowskiej w Moskwie. 

## Opis
Oblężenie Pskowa trwało od 8 września 1581 do 6 lutego 1582 roku i towarzyszyła mu wielka, pod wieloma względami decydująca bitwa między broniącymi miasta wojskami moskiewskimi a wojskami Rzeczypospolitej w końcowej fazie wojny polsko-rosyjskiej toczonej w ramach wojen inflanckich. I choć konflikt zakończył się podpisaniem niekorzystnego dla Rosji rozejmu w Jamie Zapolskim, skuteczna obrona miasta zapobiegła całkowitej militarnej klęsce państwa rosyjskiego, rządzonego przez cara Iwana IV Groźnego.
Pomysł na obraz wyszedł od Karła Briułłowa podczas czytania dzieł pisarza Nikołaja Karamzina, do którego zwrócił się podczas podróży do Turcji i Grecji, w drodze z Włoch do Rosji. Zdając sobie sprawę ze znaczenia historycznej dokładności wszystkich szczegółów, w trakcie pracy Briułłow zebrał wiele materiału faktograficznego. Wraz z archeologiem Fiodorem Sołncewem, latem 1836 roku malarz odwiedził Psków i zbadał ruiny murów twierdzy, w której toczyła się zacięta bitwa, próbował zrozumieć XVI-wieczne zwyczaje społeczeństwa rosyjskiego, studiował artefakty archeologiczne, rosyjskie stroje i amunicję wojskową: broń, hełmy, miecze i zbroje.
Unikając krwawej sceny batalistycznej, artysta skupił się na oddaniu patriotycznego ducha rosyjskiego wojownika i chłopa, który po raz pierwszy w malarstwie rosyjskim nabrał cech świadomego i nieustraszonego bohatera wydarzenia historycznego. Po prawej stronie obrazu ukazani są  Polacy, którzy przedarli się przez wyłom w kamiennych fortyfikacjach miasta. Lewa strona płótna poświęcona jest wyczynowi bohaterskich kobiet pskowskich, wspierających ich dzielnych synów i mężów w bitwie oraz partyzantów pskowskich, którzy mężnie walczą z wrogiem. Artysta najwięcej uwagi poświęcił przedstawicielom duchowieństwa i uczestnikom pochodu, którzy w celu podniesienia morale obrońców Pskowa w kluczowych momentach bitwy zbliżali się do wyłomu twierdzy z chorągwiami i lokalnymi kapliczkami: ikoną Matki Bożej i relikwiami księcia nowogrodzkiego Gabriela. W centrum obrazu znajduje się galopujący na koniu pop, symbolicznie ściskający w dłoniach wysoko uniesiony krzyż prawosławny.
Wielki historyczny obraz, rozpoczęty w 1839 roku, stał się długo oczekiwanym ucieleśnieniem pragnienia Karła Briułłowa stworzenia dzieła na temat historii Rosji. Jednak niezadowolenie z kompozycji i naruszenie jej emocjonalnej i figuratywnej struktury podczas końcowej pracy na płótnem, zmusiło Briułłowa do jej przerwania w roku 1843, a obraz pozostał niedokończony. 